# Народно социјално вођство
Народно социјално вођство (арап. القيادة الاجتماعية الشعبية; енгл. People’s Social Leadership) била је једна од најважнијих друштвено-политичких организација у Великој Социјалистичкој Народној Либијској Арапској Џамахирији.

## Дјелокруг
Народно социјално вођство је основано 1994. године са задатком да постане једна од најважнијих институција унутар либијског политичког система.
Вођство је имало задатак да рјешава локалне проблеме, да сарађује са народним конгресима и народним комитетима и да надгледа спровођење социјално-економских планова. Улога Вођства је најприје била ограничена на социјалну дјелатност, а знатно је проширена 1996. године. Првенствено је имало задатак да одржава стабилност међу племенским главарима.

## Организација
Чланови Народног социјалног вођства су били угледни појединци у локалним заједницама, а између себе су бирали координаторе са мандатом од три године. На нивоу општина (шабија) бирали су се генерални координатори, а на националном нивоу између њих је биран један генерални координатор са мандатом од шест мјесеци.
Генерални координатор Народног социјалног вођства је незванично био друга најјача политичка функција у земљи, одмах након либијског вође Муамера ел Гадафија.